# Ryūkō-ji (Fujisawa)
Le Ryūkō-ji (龍口寺) est un temple bouddhiste du Nichiren Shū situé dans la ville de Fujisawa, préfecture de Kanagawa au Japon. Il est fondé en 1337 par Nippō, un disciple de Nichiren. Il se trouve sur le site de l'ancien lieu d'exécution Tatsukuchi (ou Tatsunokuchi) et son nom utilise les deux mêmes kanji signifiant « gueule de dragon » (龍口 ()). Le temple est le lieu où Nichiren, fondateur de la secte Bouddhiste à laquelle il a donné son nom, aurait été exécuté.
Les principaux bâtiments du  Ryūkō-ji sont le hon-dō, une pagode à quatre étages, un stupa (sharitō) et le shichimen-dō. La grotte dans laquelle Nichiren était prisonnier est conservée et une statue le représentant se trouve dans la cour devant le hondō.
Le Ryūkō-ji se trouve à peu de distance de la gare d'Enoshima du chemin de fer électrique d'Enoshima, et de la station Shōnan-Enoshima du monorail Shōnan.

## Galerie d'images

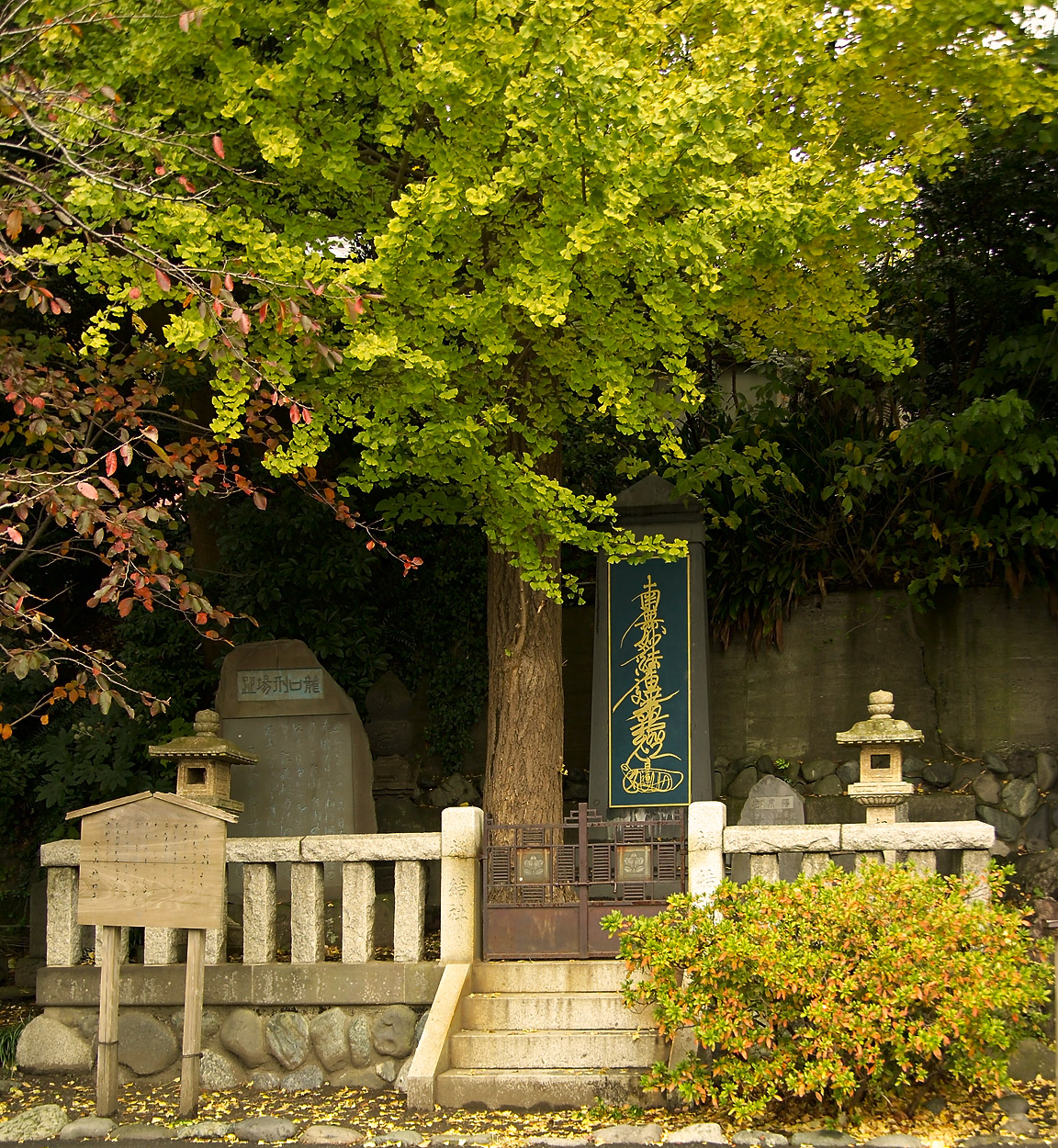
Mémorial sur l'emplacement de l’exécution
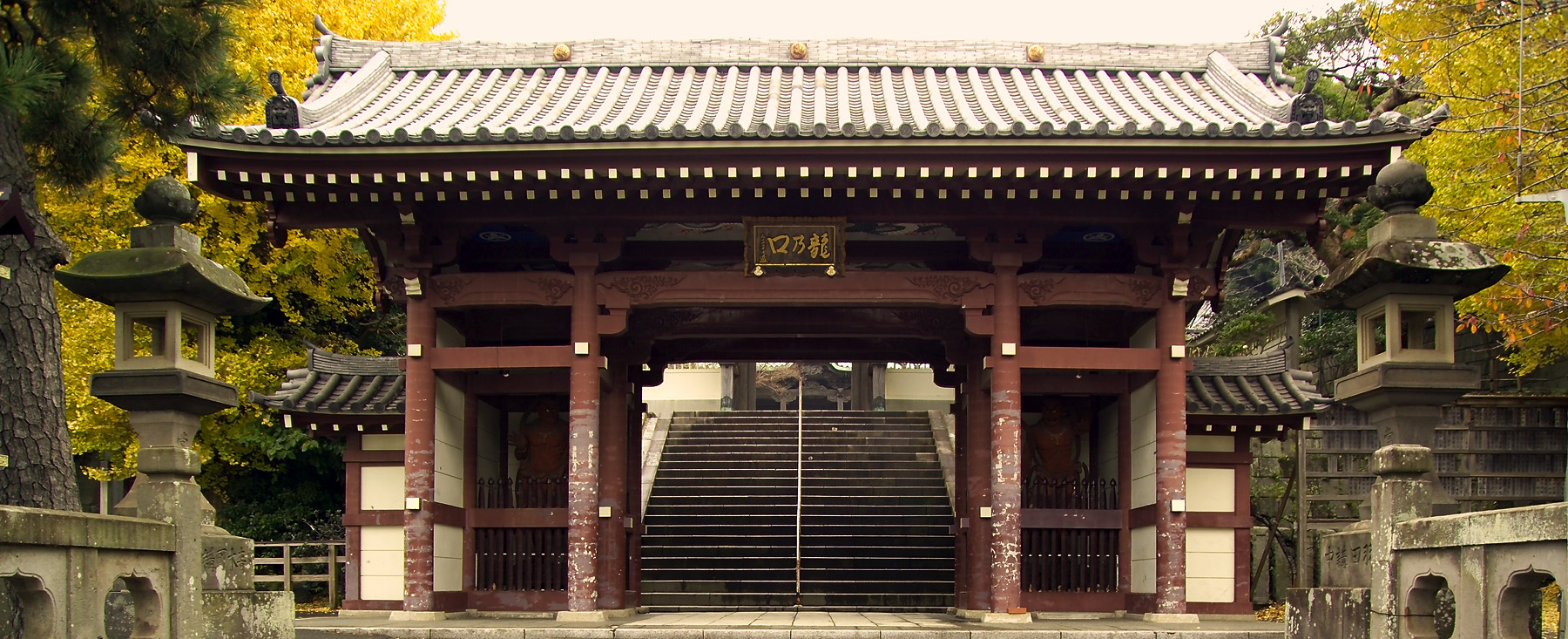
Porte extérieure
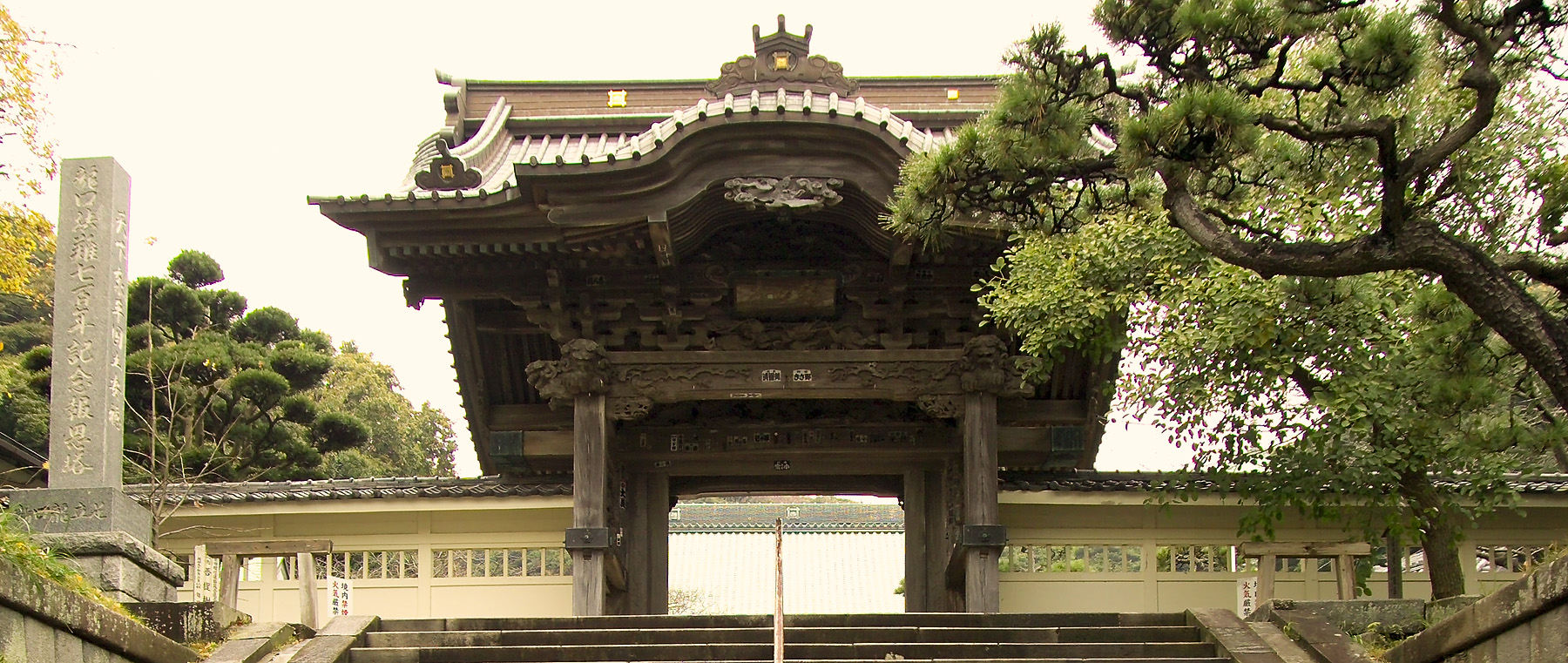
Porte intérieure
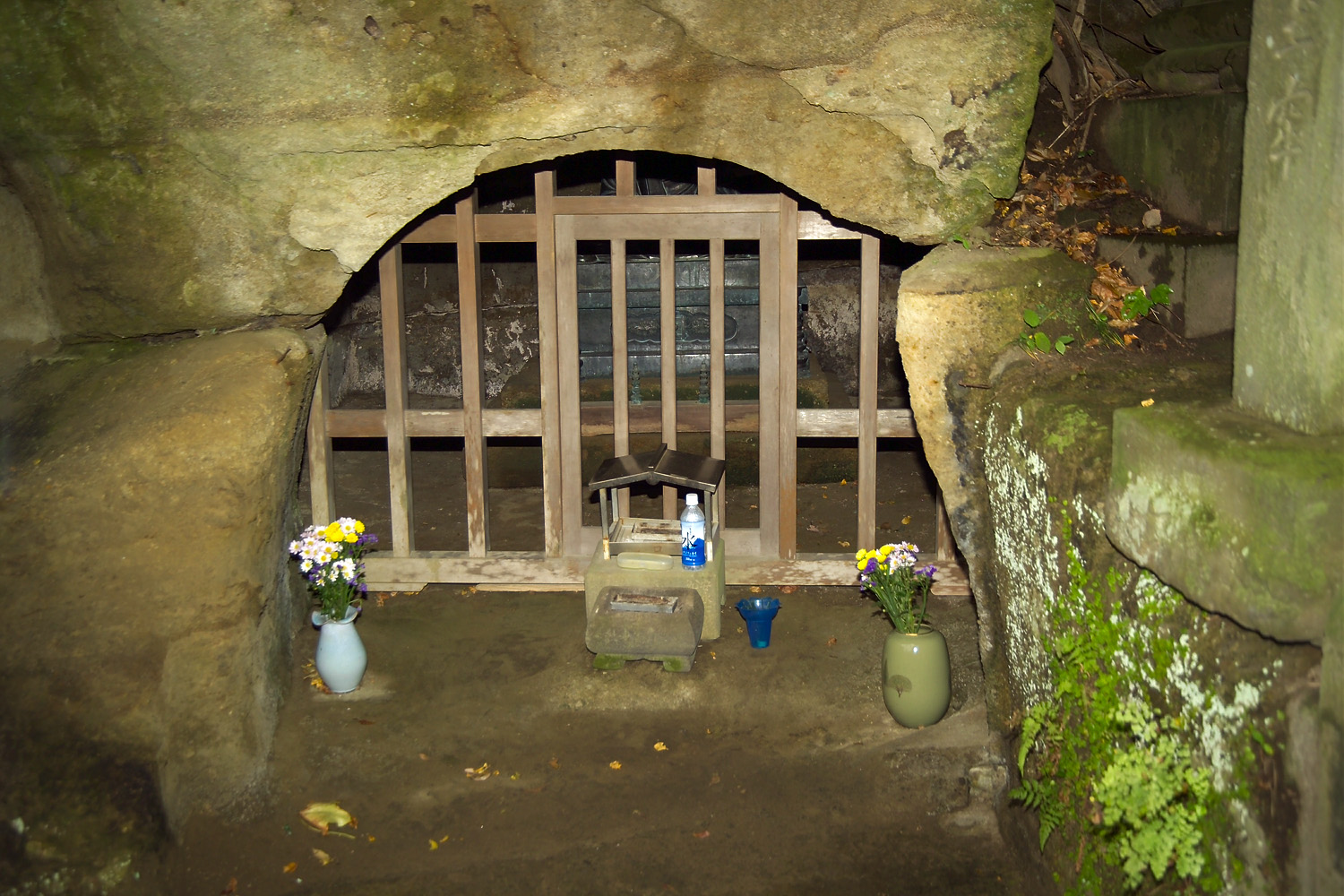
Grotte où Nichiren était détenu
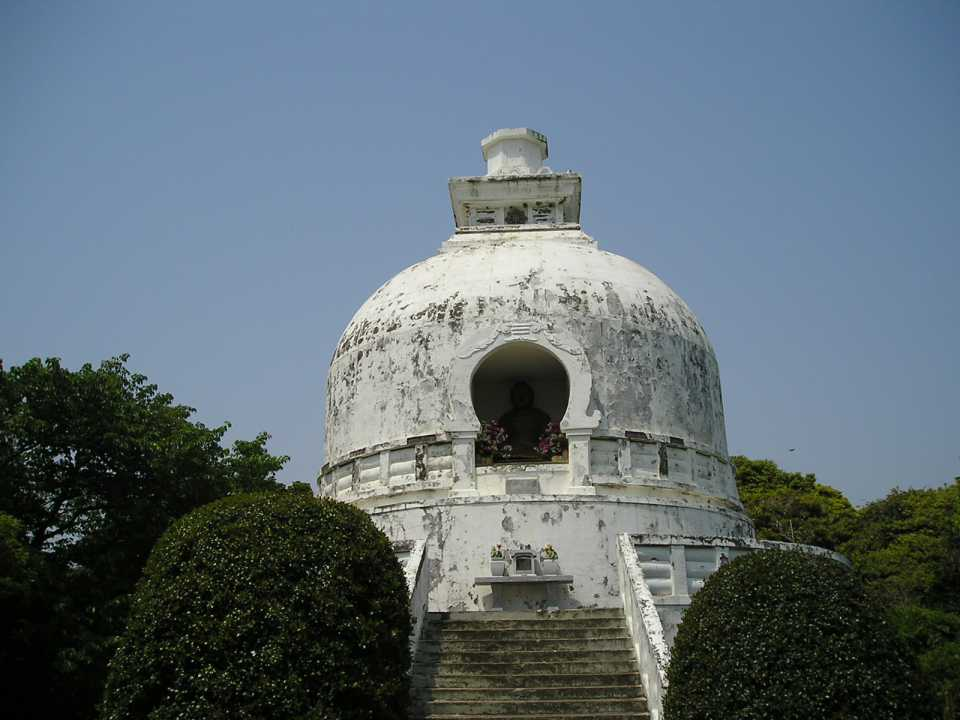
Stupa
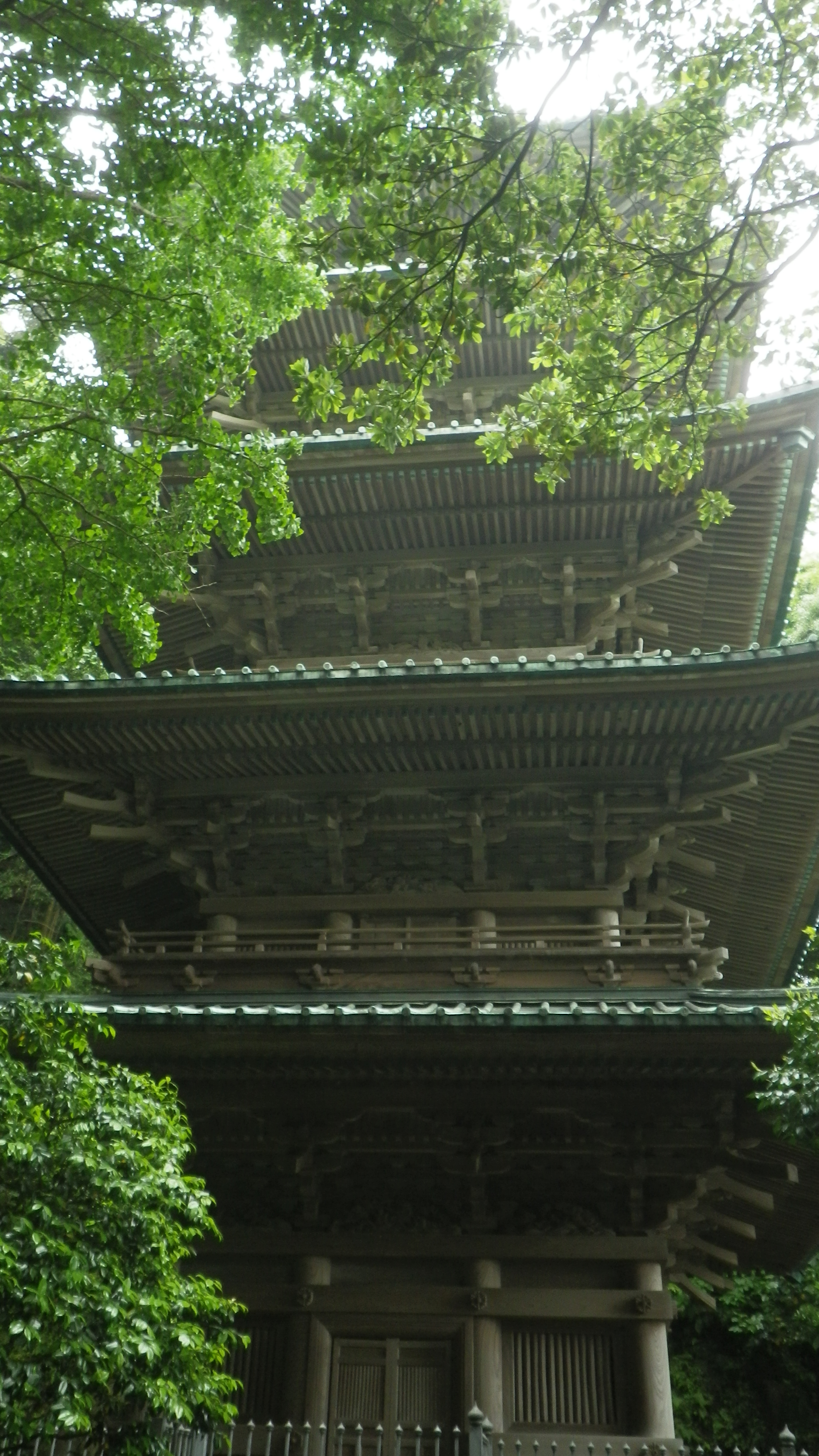